# 姚安府
姚安府，明朝时设置的府。
洪武十五年（1382年）改姚安路置，治所在姚州（今云南省姚安县）。辖境约当今云南省姚安、大姚、永仁三县及四川攀枝花市金沙江以南地区。洪武二十七年（1394年），升为姚安军民府，领姚州、大姚县，属云南省。清朝乾隆三十五年（1770年），姚安府废，姚州和大姚县归属楚雄府。

## 延伸阅读
[在维基数据编辑]
 《欽定古今圖書集成·方輿彙編·職方典·姚安府部》，出自陈梦雷《古今圖書集成》